# Synchronisation labiale
 (février 2018).
Si vous disposez d'ouvrages ou d'articles de référence ou si vous connaissez des sites web de qualité traitant du thème abordé ici, merci de compléter l'article en donnant les références utiles à sa vérifiabilité et en les liant à la section « Notes et références ».

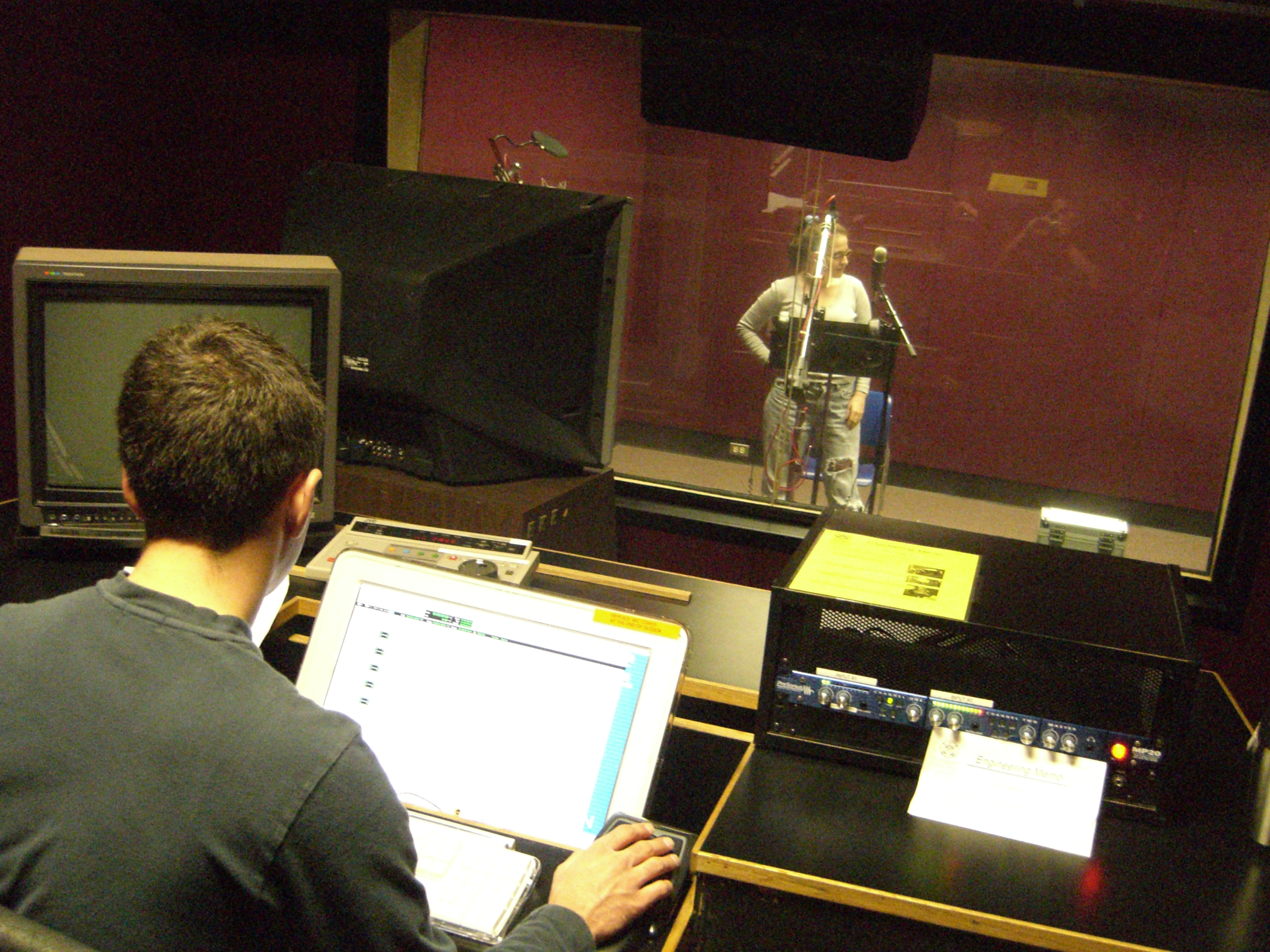
Synchronisation labiale d'une chanteuse en studio.

La synchronisation labiale (parfois appelée lip sync par anglicisme) est, dans le domaine de l'audiovisuel, l'ensemble des techniques destinées à faire en sorte que semblent synchronisés, d'une part, le mouvement des lèvres d'une personne ou d'un personnage, et d'autre part, les paroles ou les sons qu'il est censé prononcer, dans les situations où l'un et l'autre sont enregistrés ou diffusés par des moyens différents, dans un temps différent, et qu'il faut les réunir[évasif].
On retrouve la synchronisation labiale[évasif] dans le playback, où elle consiste pour un chanteur à faire correspondre le mouvement de ses lèvres avec un enregistrement des paroles qu'il est supposé interpréter, afin de faire croire au public que c'est réellement lui qui chante.
Le doublage doit aussi faire face à la synchronisation labiale[pas clair]. Selon le contexte, les problèmes posés sont différents. Ainsi, dans le domaine de l'animation, des jeux vidéo, ou encore des marionnettes, c'est l'animation des personnages et de leurs lèvres qui doit s'adapter à la bande son. Au contraire, lorsqu'il est question de doubler une œuvre dans une langue étrangère, ou bien lorsque des dialogues sont réenregistrés en postproduction, c'est au texte d'être choisi de manière à s'adapter aux mouvements préexistants des lèvres, ceux qui ont été filmés.
Enfin, à la télévision, lorsque les signaux audio et vidéo sont transportés par des moyens différents, et que ceux-ci n'ont pas le même temps de latence, il peut apparaître un décalage, en particulier entre la bande son et le mouvement des lèvres. Dans ce cas, il est nécessaire de retarder le plus rapide les deux signaux de manière qu'ils soient bien synchronisés.